# Спираль (телесериал, Япония)
«Спираль» (яп. らせん Расэн) — японский телесериал, продолжение сериала Звонок: Последняя глава. Основан на одноименном романе Кодзи Судзуки, хотя имеет немного от оригинала.

## Список серий
- 01: Месть Садако: Ужас, превосходящий Звонок (Sadako's Revenge: A Horror Greater Than Ring)
- 02: Мертвец смотрит на колодец (The Dead Watch The Well)
- 03: Я пришёл убить себя (I Come to Kill Myself...)
- 04: Мёртвая персона возвращается к жизни, в легендарную деревню (A Dead Person Comes to Life, To a Legendary Village)
- 05: Дьявол был в этой комнате (The Devil Was in this Room)
- 06: Никто больше меня не остановит (Nobody can Stop Me any Longer)
- 07: Человек, создавший Садако (The Man Who Made Sadako)
- 08: Ребёнок, умерший дважды (The Child Who Died Twice...)
- 09: Кольцо ненависти готово (The Ring of Hatred is Complete)
- 10: Заключенный убит тюремным охранником (The Prisoner is Murdered by a Prison Guard)
- 11: The Fortuneteller is Murdered
- 12: Завтра мир превратится в руины (The World Will Fall to Ruins Tomorrow)
- 13: Бессмертие (The Immortal)